# Schizoporella bilamellata
Schizoporella bilamellata är en mossdjursart som beskrevs av Liu och Hu 1991. Schizoporella bilamellata ingår i släktet Schizoporella och familjen Schizoporellidae. Inga underarter finns listade i Catalogue of Life.